# Alphonse Roque-Ferrier
Alphonse Roque-Ferrier (* 2. August 1844 in Montpellier; † 18. Juni 1907 ebenda) war ein französischer Romanist und Okzitanist.

## Leben und Werk
Alphonse Roque-Ferrier (okzitanisch: Anfós Ròca-Ferrièr) war 1869 Gründungsmitglied der Société pour l'Étude des Langues Romanes (später: Société des langues romanes) und von 1874 bis 1882 deren Sekretär, daneben eifriger Beiträger ihrer Zeitschrift Revue des Langues Romanes, die seit 1870 in Montpellier erschien, als erste romanistische Zeitschrift überhaupt (1872 gefolgt von der in Paris von Paul Meyer (Romanist) und Gaston Paris gegründeten Romania, sowie 1877 und 1883 von den deutschen Zeitschriften Zeitschrift für romanische Philologie und Romanische Forschungen). Ab 1879 übte er Sekretärsaufgaben im Félibrige aus.
Ab 1883 war Roque-Ferrier (mit Charles de Tourtoulon) Gründungsherausgeber der bis 1895 monatlich erscheinenden Zeitschrift Revue du monde latin (wobei latin als „néo-latin“, d. h. als romanisch, zu verstehen ist). Das in dem Wort romanisch zum Ausdruck kommende Gefühl der Zusammengehörigkeit des romanischsprachigen Südeuropa bewirkte 1891 auch die Gründung der Dichterschule „École romane“ durch Jean Moréas.
1887 traf Roque-Ferrier mit dem durch Südfrankreich reisenden Hugo Schuchardt zusammen, der vorher schon mit ihm korrespondiert hatte. Ab 1888 zog sich Roque-Ferrier vom Félibrige zurück und trat 1891 aus. Er gründete 1890 (in Konkurrenz zum Félibrige) die Zeitschrift Le Félibrige Latin. Revue mensuelle des oeuvres et des faits qui intéressent le Félibrige et ses diverses maintenances (bis 1903) und 1891 die Organisation gleichen Namens. Roque-Ferrier war zusammen mit Charles de Tourtoulon und William Bonaparte-Wyse einer der entschiedensten Vertreter der Panromanischen Bewegung (L’idée latine) innerhalb des Félibrige. Mit Eintritt des Ersten Weltkriegs kam diese Bewegung zum Erliegen.
Roque-Ferriers Grabmal befindet sich auf dem Friedhof Saint-Lazare in Montpellier.

## Werke (Auswahl)
- (Hrsg.) Poésies languedociennes de Louis-Diogène Guiraldenc (1840-1869), Montpellier 1884, 1888
- (Hrsg.) Occitania. Revue mensuelle, Montpellier 1888–1889
- Mélanges de critique littéraire et de philologie. Le Midi de la France, ses poètes et ses lettrés, de 1874 à 1890, Paris 1892
- (Beiträger) Antonio Restori, Histoire de la littérature provençale, Montpellier 1894
- Poésies languedociennes d'Octavien Bringuier. Etude sur la renaissance montpelliéraine, Montpellier 1896, Genf 1970